# Pterostichus kansanus
Pterostichus kansanus är en skalbaggsart som beskrevs av Thomas Casey. Pterostichus kansanus ingår i släktet Pterostichus och familjen jordlöpare. Inga underarter finns listade i Catalogue of Life.